# Amulet (album)
Amulet er et studiealbum af den danske sanger, sangskriver og musiker Lars Lilholt, der udkom den 2. oktober 2015 på Universal. Det er Lilholts første studiealbum i eget navn siden Nefertiti (2003). Amulet er ifølge Universal inspireret af bands som Mumford & Sons og Noah And The Whale samt Lilholt fra 70'erne og starten af 80'erne. Om albummet har Lilholt udtalt: "Amulet er et enkelt contemporært folk-rockalbum med tekster der kredser om nærhed og forgængelighed. Det lyder som en moderne udgave af den musik jeg spillede i mine helt unge år. Og det hele hænger sammen med de arrangementer jeg lavede til Toppen af Poppen 2015."
I december 2015 modtog albummet guld for 10.000 solgte eksemplarer.

## Spor
Alt tekst skrevet af Lars Lilholt. 
| #   | Titel                                          | Musik                                     | Længde |
| --- | ---------------------------------------------- | ----------------------------------------- | ------ |
| 1.  | "I en stakåndet tid"                           | Traditionel                               | 2:16   |
| 2.  | "Hvis vejen ikke starter i mit hjerte"         | L. Lilholt                                | 4:06   |
| 3.  | "Umagen værd"                                  | L. Lilholt                                | 3:41   |
| 4.  | "I en gade gik jeg engang" (featuring Oh Land) | Traditionel                               | 2:52   |
| 5.  | "Battling Kid"                                 | L. Lilholt                                | 5:20   |
| 6.  | "Sammenholdet er forbi"                        | L. Lilholt                                | 3:16   |
| 7.  | "Så ånder vi ind"                              | L. Lilholt                                | 4:11   |
| 8.  | "Lavina Jig"                                   | L. Lilholt                                | 2:59   |
| 9.  | "Step Pinocchio"                               | L. Lilholt                                | 2:54   |
| 10. | "Yamnaya"                                      | Sofus Lilholt, L. Lilholt, Thomas Alstrup | 3:18   |
| 11. | "De to ravne"                                  | Traditionel efter Alan Klitgaard          | 2:48   |
| 12. | "Tynd is"                                      | L. Lilholt, Mads Tønder                   | 3:41   |

| 1. | "Country Tomgang" (fra Toppen af Poppen)          | 3:11 |
| 2. | "Jeg ber til Gud hver dag" (fra Toppen af Poppen) | 3:16 |
| 3. | "Hjem tl Silkeborg" (fra Toppen af Poppen)        | 3:29 |
| 4. | "Farvel min elskede" (fra Toppen af Poppen)       | 3:21 |
| 5. | "Måneulv" (fra Toppen af Poppen)                  | 3:26 |
| 6. | "Rose" (fra Toppen af Poppen)                     | 3:39 |

## Hitlister
| Hitliste (2015)        | Højeste placering |
| ---------------------- | ----------------- |
| Danmark (Album Top-40) | 1                 |

| Hitliste (2015) | Placering |
| --------------- | --------- |
| Danmark         | 32        |

| Land (Organisation) | Certificering |
| ------------------- | ------------- |
| Danmark (IFPI)      | Guld          |